# Senat (Gwinea Równikowa)
Senat – wyższa izba parlamentu Gwinei Równikowej.
Parlament Gwinei Równikowej był unikameralny do czasu reform konstytucyjnych zatwierdzony w referendum z listopada 2011, które weszły w życie w lutym 2012 roku. Powołano m.in. Senat, wyższą izbę parlamentu, odtąd bikameralnego. Pierwsze wybory do senatu odbyły się w maju 2013 roku.
Senat składa się z 70 członków, z czego 55 jest wybieranych w wyborach bezpośrednich, a 15 przez prezydenta.